# Star Wars Underworld: A XXX Parody
Star Wars Underworld: A XXX Parody ist eine US-amerikanische Porno-Parodie auf die nie produzierte Fernsehserie Star Wars Underworld, die von Digital Playground produziert wurde. Der Film wurde im Jahr 2017 auf DVD veröffentlicht.

## Handlung
Der Upstart-Kopfgeldjäger Danni Ora wurde eingestellt, um Tyleah Daivik, die wahnsinnige, aber wunderschöne Tochter eines korrupten Senators, zu beschützen. Wenn eine typische Nacht in Coruscants Unterwelt schrecklich schiefgeht, dann gibt es nur einen Mann, den Danni Tyleah anvertraut und das ist Master Bounty Hunter Dengar.

## Hardcoreszenen
1. Aria Alexander, Luke Hardy
2. Eva Lovia, Juan Lucho, Monty Don
3. Alessa Savage, Luke Hardy
4. Ella Hughes, Misha Cross, Nick Moreno
5. Aria Alexander, Eva Lovia, Nacho Vidal
6. Alessa Savage, Aria Alexander, Eva Lovia, Luke Hardy, Marc Rose

## Auszeichnungen
- 2018: XBIZ Award – Best Special Effects

### Nominierungen
- AVN Awards, 2018
Best Soundtrack
Best Art Direction
Best Director: Foreign Feature, Dick Bush
Best Parody
Best Special Effects
Best Makeup

- XBiz Awards, 2018
Best Scene – Feature Release, Aria Alexander, Luke Hardy
Best Art Direction

- XRCO Awards, 2018
Best Parody